# Samsung Galaxy A04
El Samsung Galaxy A04 es una serie de teléfonos inteligentes Android fabricados por Samsung Electronics. El primer modelo se anunció el 24 de agosto de 2022.

## Especificaciones

### Hardware
El Samsung Galaxy A04 está equipado con una pantalla táctil capacitiva PLS LCD de 6,5 pulgadas con una resolución de 720 x 1600 píxeles (~270 ppi). El teléfono en sí mide 164,4 x 76,3 x 9,1 mm (6,47 x 3,00 x 0,36 pulgadas) y pesa 192 gramos (7 oz). Está construido con un frente de vidrio y una parte posterior y un marco de plástico. Funciona con el SoC MediaTek Helio P35 (14nm) con CPU Octa-core (4x2.3 GHz Cortex-A53 y 4x1.8 GHz Cortex-A53) y una GPU PowerVR GE8320. El teléfono puede tener 32 GB, 64 o 128 GB de almacenamiento interno, así como 4, 6 u 8 GB de RAM. El almacenamiento interno se puede expandir mediante una tarjeta microSD de hasta 1TB. El teléfono también incluye un conector para auriculares de 3,5 mm. además de tener una gran batería de iones de litio de 5000 mAh no extraíble.

#### Cámara
El Samsung Galaxy A04 tiene una configuración de doble cámara dispuesta verticalmente en el lado izquierdo de la parte trasera del teléfono junto con el flash. La cámara principal es una lente ancha de 50 MP y la segunda es un sensor de profundidad de 2 MP. La cámara principal puede grabar video a 1080p@30fps. Una sola cámara frontal de 5 MP está presente en una muesca.

### Software
Tiene Android 12 de fábrica ejecutándose sobre One UI Core 4, actualizable a Android 14 y One UI 6.1.

## Variantes

### Galaxy A04s
El Galaxy A04s es un teléfono inteligente de gama baja fabricado por Samsung.
Se presenta como una versión «mejorada» del Galaxy A04, con varios cambios: dimensiones: 164,7 × 76,7 × 9,1 mm, peso 195 g. Tiene lector de huellas lateral en la tecla de encendido, pantalla de 90Hz, procesador Samsung Exynos 850 con CPU octa-core (8 núcleos a 2GHz) y GPU ARM Mali G32, triple cámara (50MP principal + 2MP macro + 2MP profundidad) y puerto USB-C 2.0 con carga rápida de 15W.

### Galaxy A04e
El Galaxy A04e es un teléfono inteligente de gama baja fabricado por Samsung. Presentado el 20 de octubre de 2022, se puso a la venta a partir del 7 de noviembre siguiente.
Parece una versión más económica del Galaxy A04: dimensiones 164,2 × 75,9 × 9,1 mm, peso 188 g. La cámara principal es de 13MP y 2MP de profundidad; mientras que la frontal es de 5 MP. En el lado de la conectividad, cuenta con Wi-Fi b/g/n y Bluetooth 5.0. El resto es idéntico al modelo principal.
Se presentó el 9 de diciembre de 2022, en India como Galaxy M04. Salió a la venta a partir del 16 de diciembre siguiente.
Se presentó el 4 de enero de 2023, para el mercado Flipkart como Galaxy F04. Salió a la venta a partir del 12 de enero.